# Phumosia longiseta
Phumosia longiseta este o specie de muște din genul Phumosia, familia Calliphoridae. A fost descrisă pentru prima dată de Malloch în anul 1926.
Este endemică în Kenya. Conform Catalogue of Life specia Phumosia longiseta nu are subspecii cunoscute.